# Reinaldo (humorista)
Reinaldo Batista Figueiredo (Rio de Janeiro,  3 de novembro de 1951) é um humorista, cartunista e músico brasileiro.
Começou a trabalhar como cartunista e ilustrador no semanário de humor O Pasquim, onde  ficou de 1974 a 1985. Em 1984, junto com Hubert e Cláudio Paiva, criou o tablóide mensal O Planeta Diário, cujo slogan era: "Um jornal sem o menor compromisso com a verdade". Depois, o Planeta Diário se juntou com a equipe da revista Casseta Popular e surgiu o grupo Casseta & Planeta, que manteve um programa de humor Casseta & Planeta, Urgente! na TV Globo durante 18 anos.
Reinaldo participou da série Clara e o Chuveiro do Tempo ,no papel do aviador Santos Dumont.
O desenhista de humor tem quatro livros publicados: Escândalos Ilustrados (1984), Desenhos de Humor (2007), Noites de Autógrafos (2010) e A Arte de Zoar (2014).  É colaborador de publicações como o jornal O Globo e a revista Piauí.
Reinaldo também é músico, toca contrabaixo no quarteto Companhia Estadual de Jazz, um quarteto dedicado ao samba-jazz e que se apresenta desde 1998 e lançou o álbum Companhia Nacional de Jazz - Independente em 2000. Também tocava baixo elétrico em shows e discos do Casseta & Planeta.
Na Rádio Batuta, rádio de internet do Instituto Moreira Salles, ele apresenta todo mês o programa A Volta ao Jazz em 80 Mundos, dedicado a todos os estilos de jazz. Na internet, também criou o blog Comendador Albuquerque, dedicado ao  produtor musical Paulinho Albuquerque.

## Personagens
- Fernando Xollor
- Devagar Franco
- José Perdeu
- Ótima Bernardes
- Ciro Comes
- Dr. Dráuzio Careca
- Lelé Wilker
- Tony Peludamos (com destaque à ironia ao corpo "peludo" do ator global)
- Extingue
- Galã Reymond
- Osama
- José Careca
- Dunga
- Pinico, do Tabajara Futebol Clube - Fictício
- Sucker (Chuck Smegmann) - Fictício
- O Incrível Miserável, da Legião dos Super-Heróis Brasileiros